# Tensta (metropolitana di Stoccolma)
Tensta è una stazione della metropolitana di Stoccolma.
Si trova presso l'omonimo quartiere, a sua volta situato all'interno della circoscrizione di Spånga-Tensta, mentre sul tracciato della linea blu T10 della rete metroviaria locale è compresa tra la fermata di Rinkeby e il capolinea di Hjulsta.
La sua apertura ufficiale ebbe luogo il 31 agosto 1975, così come molte altre stazioni posizionate sul percorso della linea T10.
La piattaforma sorge sotto il centro commerciale Tensta centrum ad una profondità di circa 20-22 metri sotto il livello del suolo. La stazione fu progettata dagli architetti Michael Granit e Per H. Reimers e fu decorata da dipinti e da opere personali dell'artista Helga Henschen.
L'utilizzo medio quotidiano durante un normale giorno feriale è pari a 6.600 persone circa.

## Tempi di percorrenza
| Linea | Capolinea       | Tempo  | Stazione                               | Tempo                |
| T10   | Hjulsta         | 2 min  | Västra skogen Fridhemsplan T-Centralen | 13 min 16 min 19 min |
| T10   | Kungsträdgården | 21 min | Västra skogen Fridhemsplan T-Centralen | 13 min 16 min 19 min |